# Серёгин, Виктор Васильевич
Виктор Васильевич Серёгин (азерб. Viktor Vasilyeviç Seryogin; 23 марта 1944, Тбилиси — 28 января 1992, возле г. Шуша, Нагорный Карабах) — Национальный герой Азербайджана, командир вертолёта гражданской авиации.

## Биография
Отец — военный лётчик, мать — майор медицинской службы.
Окончил станкоинструментальный техникум и Кременчугское лётное училище гражданской авиации. В 1968 направлен в Забратское авиапредприятие (Азербайджан) в качестве второго пилота вертолёта. Впоследствии — пилот и командир экипажа.
28 января 1992 года в 16 часов 20 минут управляемый им гражданский вертолёт Ми-8 с 47 пассажирами на борту был сбит пущенной со стороны армянских позиций тепловой ракетой «Стингер». После взрыва в воздухе и пожара в салоне Серёгин сумел отвести падающий борт подальше от жилых кварталов города Шуша, в район ретрансляционной вышки. Погиб вместе с экипажем и пассажирами.
Похоронен в Аллее шахидов в Баку.
В ноябре 1992 года Указом Президента Азербайджана Виктору Васильевичу Серёгину было присвоено высокое звание Национального героя Азербайджана (посмертно). С 1995 года одна из улиц Баку названа его именем, а на доме, где он жил, установлена мемориальная доска.
Из-за разразившегося в 2022 году конфликта на Украине проживавшая в Харькове семья Виктора Серёгина была эвакуирована в Азербайджан.

## Награды
- Медаль «Золотая Звезда» (Азербайджан)
- Отличник Аэрофлота